# Hisタグ
Hisタグ（ヒスタグ、ヒスチジンタグ）は、6個程度の連続するヒスチジン (His) 残基からなるタグペプチドの一種であり、通常は遺伝子工学的に産生したタンパク質を固定化金属イオンアフィニティクロマトグラフィーによって精製する際に用いられる。His・Tagはドイツのメルク社の登録商標である。

## 原理
一般にタンパク質はその表面で金属イオンを配位する性質を多少なりとも持っており、その親和性の差を利用したクロマトグラフィーによってタンパク質を分離することが可能である。これが1975年に発表された固定化金属イオンアフィニティクロマトグラフィーである。その後の研究で、タンパク質を構成するアミノ酸のうち、特にヒスチジンが金属イオンとの配位結合に強く関わっていることがわかってきた。そこで遺伝子工学によりタンパク質の末端にヒスチジンを多数付加すれば、そのタンパク質の金属イオンに対する親和性が著しく増大し、容易に精製が可能になるというのが基本的な考え方である。Hisタグを持つタンパク質がpH 8以上の条件でニッケルなどの金属イオンが固定化された担体と接すると、ヒスチジン残基が金属イオンをキレートすることで担体に結合する。それ以外のタンパク質は担体には結合しないか、ごく弱く結合するのみであるので、適切なバッファーで担体を洗浄することで除去することができる。その後、イミダゾールを添加するなどして担体から外すことで、Hisタグを持つタンパク質を高い純度で回収することができる。

## 実用上の選択肢

### 担体
Ni-NTA (nickel-nitrilotriacetic acid) をはじめとして、各種の担体が上市されている。カラムに充填して使うほか、試験管内で遠心分離や磁気分離と併用するなど様々である。

### 金属イオン
金属イオンとしては、銅が一番親和性が高く、ニッケル、亜鉛、コバルトの順に親和性が低下していく。通常の目的ではニッケルが使われることが多く、精製純度を高めたい場合にコバルトが用いられる。

### 溶出法
Hisタグ付きのタンパク質を担体から溶出させるには、以下のような複数の方法があり目的に応じて使い分けることになる。タンパク質の変性を避けるためできるだけ穏やかな条件が望ましく、この観点からイミダゾール添加が使われることが多い。
類似体との競合
ヒスチジン残基と構造が類似した化合物を高濃度で添加すると、金属イオンの配位が競合するためタンパク質が担体から外れる。イミダゾールはヒスチジンの側鎖を構成する化合物であり、150 mM以上の濃度で頻用されている。その他にヒスチジンやヒスタミンなども用いられる場合がある。
pHの低下
pHが低下すると、ヒスチジン残基がプロトン化して金属イオンを配位できなくなるため担体から外れる。金属イオンとしてニッケルを用いる場合には4程度、コバルトでは6程度で溶出される。
金属イオンの除去
強力なキレート剤を加えると、担体に固定化されている金属イオンが失われるためタンパク質が担体から外れる。もっぱらEDTAが用いられる。

## 用途

### タンパク質精製
Hisタグは大腸菌などの原核生物を用いて発現させた組換えタンパク質をアフィニティ精製する際に使われる。
タンパク質を発現させた菌体は、遠心分離で集菌したのちに、機械的にもしくは界面活性剤やリゾチームなどの酵素を用いて溶菌させる。溶菌液中には、組換えタンパク質以外にも細菌を構成する様々なタンパク質が存在しているが、Hisタグのついた組換えタンパク質はアフィニティ担体と強く結合するため特異的に精製することができる。タンパク質の精製度や収量はSDS-PAGEやウェスタンブロッティングで評価できる。
実際には目的の組換えタンパク質以外にも担体に結合してしまうタンパク質が存在する。担体を洗浄する際に20 mM程度のイミダゾールを添加することで、弱く結合している夾雑タンパク質を洗い流すことができ純度が改善する。しかし中には担体と強く結合して不純物となるタンパク質、例えばおよそ27 kDa程度のタンパク質SlyDのようなものも知られている。こうした不純物は他の精製法を使って除去できるが、そもそも該当する遺伝子（上の例ならばslyD）を欠損した大腸菌を用いて発現する方法もある。なおSlyDの場合には金属イオンとしてコバルトを使った場合には結合しない。
酵母などの真核生物で発現させた場合には、原核生物の場合よりも夾雑するタンパク質が多くなる傾向がある。そのためHisタグに加えて他のアフィニティタグも使ったタンデム精製を行う場合もある。ただし金属イオンとしてコバルトを用いることで純度は著しく改善するため、シングルステップ精製で十分な場合もある。
Hisタグはアフィニティタグとしては小さいため除去せずそのまま利用できる場合もあるが、電荷の偏りなどが原因で支障をきたすこともある。タグとタンパク質本体との間にエンドペプチダーゼの認識配列を挿入しておき、これを利用して精製後にタグを除去できるようにするのは常套手段となっているが、エンドペプチダーゼによる非特異的な切断が問題となる場合もある。Hisタグは小さいので、ジペプチジルアミノペプチダーゼを使ってタンパク質のN末端からペプチドを消化し、タグを除去された所で消化反応が止まるようなシステムも利用されている。いずれの場合も、タグを除去した後に再び固定化金属イオンアフィニティクロマトグラフィーを行うことで、タグが除去されたタンパク質だけを精製することが可能である。
Hisタグの作用機序はタンパク質の一次構造のみに依存しているため、組換えタンパク質を変性条件で精製する場合に使える。たとえば大腸菌で強制発現させた組換えタンパク質が封入体を生じて可溶性タンパク質として得られない場合でも、尿素や塩酸グアニジンで変性させた状態で精製することができる。これに対して抗体やGSTを使ったアフィニティ精製では、タンパク質が正しく折りたたまれていることが必要である。その一方でHisタグは他のアフィニティタグと比べて凝集して不溶化しやすいと言われている。

### その他の利用
HisタグはGSTタグと同様プルダウンアッセイに用いることができる。しかしHisタグの場合は感度が劣り、還元的条件、EDTAや多くの界面活性剤が使えないなど実験上の制限が多くなる。
マイクロタイタープレートやタンパク質アレイ用のガラススライドを金属イオンでコーティングしておけば、Hisタグのついたタンパク質が固定化される。

## タグの付加法

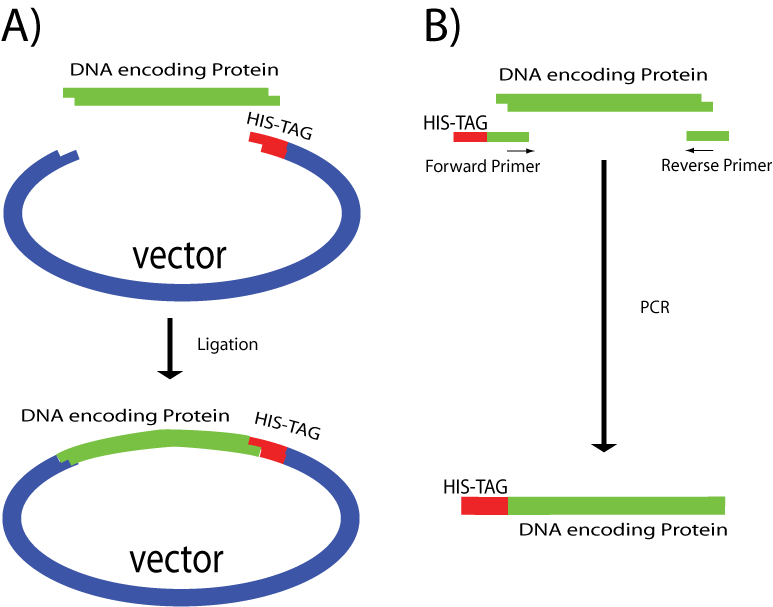
A) タンパク質のC末端にHisタグを融合する用のベクターに、目的のタンパク質をコードするDNAを挿入する。B) タグを含んだプライマーを用いてPCRを行い、目的のタンパク質のN末端にタグを融合する。

通常はヒスチジン6残基からなるタグ（6xHisタグ）を目的のタンパク質のN末端やC末端に付加する。どちらの末端に付加するかはタンパク質の性質やどうやってタグを除去するかによって決められる。末端がタンパク質内部に埋もれていたり、タンパク質の機能に重要だったりすることもある。そういう場合にはその反対側の末端を使うことになる。また入手が容易なたいていのエキソペプチダーゼはN末端側からしかHisタグを除去できないため、C末端のタグを除去したい場合には他の方法を使うことになる。
Hisタグを付加するには2つの方法がある。Hisタグを末端に付加するようなベクターにタンパク質遺伝子を挿入するのが簡単な方法である。Hisタグは短いため、ヒスチジンをコードするコドン（CATとCAC）が連続した配列を含むようなプライマーを用意し、それを使ってPCRを行うことでタンパク質遺伝子にHisタグを付加することもできる。

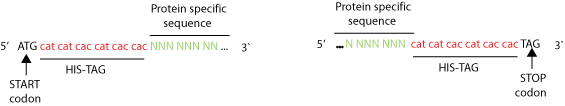
6xHisタグを付加するためのプライマー設計。ヒスチジン6残基をコードする18塩基を開始コドン直後または終止コドン直前に置く。その隣に目的のタンパク質遺伝子に特異的な配列を付ける。

## 検出
Hisタグは、抗Hisタグ抗体や、金属イオンのついた蛍光プローブを用いて検出できる。6xHisタグの付加によりタンパク質は1 kDaほど大きくなる。しかしSDS-PAGEでの泳動度は理論的な予想より小さくなる傾向があり、見かけの分子量が数kDa以上大きくなることもある。

## 特許
1984年にイーライリリー・アンド・カンパニーが固定化金属イオンアフィニティクロマトグラフィーに関する広範な特許を出願し、1986年に成立した。これは2005年までに全世界的に存続期間が満了している。今日一般に使われている6xHisタグはロシュが1987年に開発し、1994年に特許を取得している。こちらの権利期間は2011年までである。

## 類似したタグ
HQタグ
ヒスチジンとグルタミンが交互に連続したペプチドタグ（HQHQHQ）である。
HNタグ
ヒスチジンとアスパラギンが交互に連続したペプチドタグ（HNHNHNHNHNHN）であり、Hisタグよりもタンパク質表面に提示されやすいとされている。Hisタグよりも効率よく固定化金属イオンに結合する。
HATタグ
ニワトリの乳酸脱水素酵素由来のペプチドタグ（KDHLIHNVHKEEHAHAHNK）であり、Hisタグよりも電荷の分布に偏りがなく可溶性タンパク質になりやすい。Hisタグよりもヒスチジンの配置が立体的になり、効率よく固定化金属イオンに結合する。